# Прокопчук Віктор Степанович
Віктор Степанович Прокопчук (нар. 20 липня 1944, с. Блищанівка) — український науковець, доктор історичних наук, професор, заступник голови Хмельницької обласної організації Національна спілка краєзнавців України, Почесний краєзнавець НСКУ, Заслужений працівник народної освіти України.

## Біографія
Народився 20 липня 1944 року в селі Блищанівка Дунаєвецького району Хмельницької області в родині педагогів. Започаткував педагогічну династію Прокопчуків дід Іван Якович, протягом 1896—1911 рр. учитель гімнастики Блищанівського однокласного народного училища Міністерства народної освіти. У 30-40 роках XX ст. учителем і завідувачем ряду початкових шкіл на Дунаєевеччині був батько Степан Іванович Прокопчук, який загинув на фронті за три місяці до закінчення війни. Навчався у Блищанівській семирічній та Рахнівській середній школах. 1961 року працював завідувачем Слобідкорахнівської сільської бібліотеки, потім — старшим піонервожатим Тернавської, учителем російської мови та літератури Кривчицької восьмирічних шкіл. Протягом 1962—1967 рр. фах історика і філолога здобував у Кам'янець-Подільському державному педінституті.

## Освітня діяльність
З 15 серпня 1967 року за направленням викладав історію в Яромирській СШ Городоцького району на Хмельниччині. Служив в армії. З 1969 року, після демобілізації, працював учителем історії, директором Маківської середньої школи Дунаєвецького району. Брав участь у зборі матеріалів про Маків до хмельницького тому «Історії міст і сіл Української РСР», 1970 року створив перший в районі музей історії села Маків, за що відзначений Почесною грамотою Міністерства народної освіти УРСР. 20 років очолював Дунаєвецький районний відділ освіти на Хмельниччині, сприяв впровадженню в навчальний процес інноваційних технологій, основ краєзнавства, народознавства,створенню закладів нового типу. Був членом колегії обласного управління освіти, обкому профспілки, відзначений п'ятьма Почесними грамотами Міністерства освіти і науки України, знаком «Відмінник освіти України», 1993 року — почесним званням «Заслужений працівник народної освіти України».
1988 року обраний до складу правління, згодом — президії Українського фонду культури, був заступником голови Хмельницької обласної організації УФК, активно співпрацював з науковою і культосвітньою інтелігенцією області та України. 1990 року в складі хмельницької делегації брав участь у роботі установчого з'їзду, на якому створена Всеукраїнська спілка краєзнавців — спадкоємиця репресованого в 30-ті роки Українського комітету краєзнавства. 1992 року створив і очолив Дунаєвецьку районну організацію ВСК, яка 1996 року налічувала 40 первинних осередків, 530 членів. 1993 року обраний до складу правління Всеукраїнської спілки краєзнавців, 1994-го відзначений званням «Почесний краєзнавець України».

## Науково— педагогічна праця
1994 року захистив дисертацію і став кандидатом історичних наук. Науково ─ дослідницьку працю активізувало призначення 1 березня 1996 року старшим викладачем кафедри історії Східної Європи та археології Кам'янець-Подільського державного педагогічного інституту. 2001 року вчена рада університету одностайно проголосувала і атестаційна колегія Міністерства освіти і науки України присвоїла йому вчене звання доцента. 2004 року очолив наукову бібліотеку Кам'янець-Подільського національного університету, обраний на посаду професора кафедри історії народів Росії і спеціальних історичних дисциплін.

Важливе місце у науково-дослідницькій праці посідає регіоналістика, підготовка й видання нарисів історії населених пунктів краю в новій редакції, дослідження історії, теорії і методики краєзнавчої роботи, персоналістика, бібліотекознавство, пам'яткознавство. 20 лютого 2009 року захистив докторську дисертацію, 2011 року отримав атестат професора, з 2000 року — член-кореспондент Української академії історичних наук, з 2018-го — академік УАІН. Професор Прокопчук В. С. розробив курси «Історична бібліографія», «Історія подільського краєзнавства», «Методика шкільного краєзнавства», «Законодавство України про освіту», «Пам'яткознавство», є автором навчальних програм з краєзнавства для дошкільного закладу, початкової школи, з топоніміки — для шкіл, а також  навчального посібника «Шкільне краєзнавство», співавтором підручника «Основи краєзнавства», рекомендованих МОН України для використання у ВНЗ та загальноосвітніх школах.

Історик, краєзнавець, освітянин, педагог, науковець — до цього неповного списку по праву можна додати ─ письменник, член Національної спілки журналістів України, автор 74 окремих видань, зокрема - 11 монографій, понад 600 праць у наукових збірниках, журналах — був членом редколегій журналів «Краєзнавство» (Київ), «Педагогічний вісник» (Хмельницький), «Дивокрай: Хмельниччина» (Кам'янець-Подільський),"Історичні студії суспільного прогресу"(Глухів), низки наукових збірників. Ініціатор багатьох краєзнавчих акцій, пам'яткоохоронних справ, зокрема присвоєння Великожванчицькій, Смотрицькій та Лисогірській загальноосвітнім школам Дунаєвецького району імен Героя Радянського Союзу М. С. Майдана, письменника-полеміста, вченого і церковного діяча Мелетія Смотрицького, письменника-земляка Івана Сварника, встановлення на Дунаєвеччині багатьох пам'ятників і пам'ятних знаків. На основі пошукової роботи і стараннями Віктора Степановича 1986 року був відкритий Дунаєвецький районний, 1992-го — музей Мелетія Смотрицького в смт Смотричі, Володимира Бабляка — у Великому Жванчику та ін.

## Відзнаки
Науково-педагогічна праця В. С. Прокопчука відзначена медаллю «За трудову доблесть (1986)», п'ятьма Почесними грамотами Міністерства освіти та науки України, знаками МОН України «Відмінник освіти України», «Петро Могила», преміями імені академіка Петра Тронька (2013) Національної спілки краєзнавців України, імені Юхима Сіцінського (2004) Хмельницької обласної ради та облдержадміністрації, імені професора Іона Винокура (2015) Хмельницької обласної організації НСКУ, загальнослобідською премією ім. Михайла Петренка (2018), званням «Заслуженого працівника народної освіти України (1993)», Почесними грамотами Хмельницької обласної ради та облдержадміністрації, Дунаєвецької районної і Кам'янець — Подільської міської влади та ін. Почесний член Всеукраїнської спілки краєзнавців(1994), Почесний краєзнавець Хмельниччини(2019).

## Основні наукові праці

### Окремі видання
- Прокопчук В. С. Дунаївці: краєзнавчий нарис. — Львів: Каменяр, 1989. — 79 с.
- Прокопчук В. С. З народних глибин. Славетні подоляни. — Хмельницький: Облполіграфвидав, 1991. — 97 с.
- Прокопчук В. С. Тернова стежка: нариси, оповідання. — Хмельницький: Облполіграфвидав, 1991. — 84 с.
- Прокопчук В. С. Краєзнавство на Поділлі: історія і сучасність: монографія / Віктор Прокопчук; НАН України, Відділ регіон. проблем історії України Інституту історії України; ВСК. — Київ: Рідний край, 1995. — 204 с.
- Лисець: історично-краєзнавчий нарис / В. С. Прокопчук, Ю. В. Телячий. — Київ: Рідний край, 1998. — 95 с.
- Прокопчук В. С. Топоніми рідного краю: методичний посібник / В. С. Прокопчук; Управління освіти і науки Хмельницької ОДА, ХОЦТК. — Київ: Рідний край, 1999. — 94 с.
- Прокопчук В. С. Два села - одна доля: історично-краєзнавчі дослідження. — Кам'янець-Подільський: Оіюм, 2001. — 272 с.
- Ой радуйся, земле: подільські колядки, щедрівки, гаївки / авт. передм. і упоряд.: В. С. Прокопчук, Т. К. Прокопчук; Подільське відділення ІМФЕ НАН України при Хмельницькому гуманітарно-педагогічному інституті. — Кам'янець-Подільський: Оіюм, 2001. — 112 с.
- Прокопчук В. С. Професор М. П. Чорнобривий: нарис життя й науково-медичної діяльності. — Хмельницький, 2003. — 150 с.
- Прокопчук В. С. Під егідою Українського комітету краєзнавства: монографія. — Кам'янець-Подільський: Абетка-Нова, 2004. — 312 с.
- Вчений європейського рівня: І. С. Винокур / Л. В. Баженов, М. Ю. Костриця, В. С. Прокопчук. — Житомир: Косенко, 2005. — 40 с. — (Сер.: Вчені Житомирщини; вип. 3).
- Прокопчук В. С. Історичне краєзнавство Правобережної України 30-х років ХХ — початку ХХІ ст.: від репресій, занепаду - до відродження, розквіту: монографія / наук. ред. П. Т. Тронько. — Кам'янець-Подільський: Абетка-Нова, 2005. — 600 с.
- Дунаєвеччина в іменах: біобібліогр. довідн. / В. С. Прокопчук, Т. К. Прокопчук, С. В. Олійник.  Дунаївці; Кам'янець-Подільський: Оіюм, 2006.  Вип. 1. — 92 с.; 2007.  Вип. 2. — 112 с.
- Прокопчук В. С. Учнівська науково-дослідна робота: написання і захист: метод. рек. / В. С. Прокопчук; ХОІППО; ХОЦТК та ін. — Хмельницький: Мельник А. А., 2006. — 50 с.
- Прокопчук В. С. Кондрацький Франц Андрійович — ректор Кам'янець-Подільського інституту народної освіти / В. С. Прокопчук; Кам'янець-Подільський національний університет імені Івана Огієнка. — Кам'янець-Подільський: Аксіома, 2008. — 72 с. — (Сер.:Керівники навчального закладу).
- Я спасення шукав для народу (Мелетій Смотрицький в долі України): науково-популярне видання / В. С. Прокопчук, Т. К. Прокопчук; наук. ред. О. М. Завальнюк. — Кам'янець-Подільський: Мошак М. І., 2008. — 64 с.
- Бібліотека Кам'янець-Подільського національного університету: роки становлення й розквіту: іст. нарис / В. С. Прокопчук, Л. Ф. Філінюк. — Кам'янець-Подільський: Аксіома, 2009. — 284 с.
- Прокопчук В. С. Інституціоналізація краєзнавчого руху Правобережної України 20-х років ХХ — початку ХХІ ст.: монографія / В. С. Прокопчук; наук. ред. П. Т. Тронько. — Кам'янець-Подільський: Оіюм, 2009. — 600 с.
- Вища педагогічна освіта і наука України: історія, сьогодення та перспективи розвитку. Хмельницька область: колективна монографія / М. І. Алєщенко, Л. В. Баженов, В. С. Прокопчук та ін.; ред. рада: В. Г. Кремень (голова) та ін.; редкол.: О. М. Завальнюк (голова), В. С. Прокопчук та ін. — Київ: Знання України, 2010. — 447 с.
- Завальнюк О. М. Кам'янець-Подільський державний учительський інститут у роки Великої Вітчизняної війни: дослідження, документи і матеріали, спогади / О. М. Завальнюк, В. С. Прокопчук, А. П. Гаврищук; Кам'янець-Подільський національний університет імені Івана Огієнка. — Кам'янець-Подільський: Оіюм, 2010. — 448 с.
- Прокопчук В. С., Комарніцький О. Б. Від університету педагогічного - до університету національного: дослідження, документи. — Кам'янець-Подільський: Кам'янець-Поділ. нац. ун-т ім. І. Огієнка, 2011. — 680 с.
- Прокопчук В. С. Шкільне краєзнавство: навчальний посібник для студентів вищих навчальних закладів / В. С. Прокопчук; МОН України, Кам'янець-Подільський національний університет імені Івана Огієнка. — Київ: Кондор, 2011. — 338 с.
- Прокопчук В. С. Дунаєвеччина: край і люди: монографія. — Дунаївці; Кам'янець-Подільський: Зволейко Д. Г., 2013. — 352 с.
- Прокопчук В. С., Старенький І. О. Топонімічний словник м. Кам'янця-Подільського. — Кам'янець-Подільський: Зволейко Д. Г., 2014. — 192 с.
- Прокопчук В. С., Красуцький М. І. Михайло Савенко: час і доля.  Кам'янець-Подільський: Сисин О. В., 2014.  168 с.
- Прокопчук В. С. Краєзнавство на Поділлі: історія і сучасність: монографія / Віктор Прокопчук; наук. ред. О. П. Реєнт. — 2-ге вид., доповн. — Кам'янець-Подільський: Зволейко Д. Г., 2014. — 312 с.
- Прокопчук В. С. Дунаєвецький районний архів: монографія. — Дунаївці; Кам'янець-Подільський: Аксіома, 2015. — 200 с.
- Основи краєзнавства: підручник для студентів ВНЗ/МОН України, ХНУ імені В. Каразіна; НСКУ; авт. кол.: Баженов Л. В., Прокопчук В. С. та ін. — Харків: ХНУ ім. В. Каразіна, 2016. — 332с.
- Прокопчук В. С., Старенький І. О. Пам'яткоохоронна діяльність подільського православного духовенства в ХІХ — на початку ХХ ст.: монографія. — Кам'янець-Подільський: ПП Буйницький О. А., 2016. — 308 с.
- Айвазян О. Б. Прокопчук В. С. Бібліотеки Поділля (друга половина ХІХ — початок ХХ ст.): монографія. — Кам'янець-Подільський: Зволейко Д. Г., 2016. — 256 с.
- Прокопчук В. С. Освіта на Дунаєеччині: від перших шкіл-до суспільства знань: монографія. — Кам'янець-Подільський: Зволейко Д. Г., 2018. — 412 с.
- Прокопчук В. С. Заслужені працівники України-уродженці Дунаєвеччини: біографічні нариси. — Дунаївці; Кам'янець-Подільський: Зволейко Д. Г., 2019. — 344 с.
- Прокопчук В. С., Камінська А. І. Селище Дунаївці в сузір'ї громад: історично-краєзнавчий нарис. — Дунаївці; Кам'янець-Подільський: Зволейко Д. Г., 2019. — 560 с.
- Завальнюк О. М., Прокопчук В. С. Юрій Телячий — український історик, освітянин-управлінець, громадський діяч: біобібліографічний покажчик. — Хмельницький: ФОП Мельник А. А., 2020. — 78 с. — (Сер.: Подвижники краєзнавчого руху на Поділлі; вип. 1).
- Прокопчук В. С. Людина і час: спогади. — Дунаївці; Кам'янець-Подільський: Зволейко Д. Г., 2020. — 412 с.
- Прокопчук В. С. Творці історії Подільського краю: персоналії. — Дунаївці; Кам'янець-Подільський: Зволейко Д. Г., 2021. — 552 с.

### Упорядкування
- Тернавське гроно: твори вчителів та учнів Дунаєвеччини / авт. передм. та упоряд. В. С. Прокопчук ; ред. І. І. Кубицький. — Хмельницький: Ред.- вид. від., 1993. — Вип. 1. — 90 с. : іл.; 2001. — Вип. 2. — 70 с. : іл.
- Лупан Л. Дорога у вічність / Леонід Лупан ; упоряд.: В. С. Прокопчук, Т. К. Прокопчук ; ред. Б. А. Грищук. — Хмельницький: Поділля, 1995. — 116 с.
- Іон Винокур: подвижництво в освіті і науці: наук.-док. та бібліогр. вид. / [уклад.: О. М. Завальнюк, В. С. Прокопчук, О. Б. Комарніцький]. — Кам'янець-Подільський: Аксіома, 2010. — 228 с. : іл.
- Труды Подольского епархиального историко-статистического комитета (церковного историко-археологического общества) (1876—1916): зведений каталог і покажчик змісту / В. С. Прокопчук, Н. Д. Крючкова ; наук. ред. О. М. Завальнюк ; бібліогр. ред. В. М. Пархоменко. — Кам'янець-Подільський: Аксіома, 2010. — 184 с. : фото.
- Професор Петро Брицький — педагог, учений, громадянин: наук.-док. та бібліогр. вид. / [уклад. і авт. вступ. статті В. С. Прокопчук]. — Кам'янець-Поділ. : Зволейко Д. Г., 2011. — 120 с. : іл.
- Рідний край у творах Миколи Магери: біобібліогр. покажч. / [уклад.: В. С. Прокопчук, Т. К. Прокопчук]. — Дунаївці ; Кам'янець-Поділ. : Зволейко Д. Г., 2011. — 56 с. : 8 фото.
- Просвітницький рух на Поділлі (1906—2011): бібліогр. покажч. / Кам'янець-Поділ. нац. ун-т ім. І. Огієнка, Наук. б-ка ; [упоряд.: В. С. Прокопчук, О. Б. Комарніцький, Т. М. Опря]. — Кам'янець-Подільський: Кам'янець-Поділ. нац. ун-т ім. І. Огієнка, 2012. — 76 с. — (Серія: Хмельниччина краєзнавча ; вип. 1).
- Доктори наук, професори Кам'янець-Подільського національного університету імені Івана Огієнка: довід.- бібліогр. вид. / Кам'янець-Поділ. нац. ун-т ім. І. Огієнка ; [уклад.: І. М. Конет, В. С. Прокопчук]. — Кам'янець-Подільський: Вид-во Абетка–Світ, 2013. — 512 с.: іл.
- Періодичні видання доби Української революції 1917—1920 рр. у науковій бібліотеці Кам'янець–Подільського національного університету імені Івана Огієнка: бібліогр. покажч. / Кам'янець–Поділ. нац. ун–т ім. І. Огієнка, Наук. б-ка; [уклад.: В. С. Прокопчук, Н. Д. Крючкова, В. Ф. Биковська]. — Кам'янець–Подільський: Кам'янець–Поділ. нац. ун–т ім. І. Огієнка, 2014. — 36 с.
- Постаті в листах: епістолярій Юхима Сіцінського / вступ. стаття, упрядк., коментарі: В. С. Прокопчук, О. М. Кошель, І. О. Старенький.- Київ: Старий світ,2014.- 320с.:12 іл.

### Основні статті в журналах та наукових збірниках
- Дунаєвеччина в роки визвольної війни 1648—1654 рр. / В. С. Прокопчук // Тези доп. наук.-практ. конф. «Поділля в роки визвольної війни українського народу 1648—1654 рр.». — Дунаївці, 1992. — С. 16–18.
- Минуле Поділля очима краєзнавців (ХІХ — поч. ХХ ст.) / В. С. Прокопчук // Краєзнавство. — 1994. — № 1–2. — С. 7–11.
- Архівні матеріали ЗАГСу про голодомор 1932—1933 рр. на Дунаєвеччині / В. С. Прокопчук // Хмельниччина: роки становлення та поступу (1937—1997): матер. всеукр. наук. іст.-краєзн. конф., 26 верес. 1997 р. — Хмельницький, 1997. — С. 276—279.
- Краєзнавство української діаспори: Товариство «Волинь», Інститут дослідів Волині у Вінніпезі / В. С. Прокопчук // VIII всеукр. наук. конф. «Історичне краєзнавство і культура»: (наук. доп. та повідомл.). — Київ ; Харків, 1997. — Ч. 1. — С. 103—108.
- Вшанування пам'яті Ф. П. Шевченка на його батьківщині в м. Дунаївці / В. С. Прокопчук // Історіографічні дослідження в Україні: наук. зб. — Київ, 1999. — Вип. 7. — С. 91–99.
- Ілля Федорович Онуфрійчук — організатор волинських краєзнавчих студій в діаспорі / В. С. Прокопчук // Літопис Волині. — Вінніпег, 1999. — Ч. 19–20. — С. 26–32.
- Краєзнавство в діаспорі: українознавчі студії в Австралії / В. С. Прокопчук // Степан Радіон. Бібліографія творчості ентешівців Австралії. — Аделаїда (Австралія): Наша мета, 1999. — Ч. 9. — С. 126—132.
- Подоляни в співпраці з ВУАН / В. С. Прокопчук // Краєзнавство. — 1999. — № 1–4. — С. 42–45.
- Подоляни — працівники ВУАН, репресовані у справі «Спілки визволення України» / В. С. Прокопчук // Історія України. Маловідомі імена, події, факти (зб. статей). — Київ, 2000. — Вип. 10. — С. 495—505.
- Трагічна доля волинянина К. Г. Черв'яка — ученого, краєзнавця / В. С. Прокопчук // Житомирщина на зламі тисячоліть: наук. зб. «Велика Волинь». — Житомир, 2000. — Т. 21. — С. 348—349.
- Історичне краєзнавство в роки Великої Вітчизняної війни / В. С. Прокопчук // Наук. праці Кам'янець-Поділ. держ. пед. ун-ту: іст. науки. — Кам'янець-Подільський, 2001. — Т. 7(9). — С. 687—693.
- Українознавчі студії в Австралії / Віктор Прокопчук // Міжнар. наук. конгрес «Українська історична наука на порозі ХХІ століття», м. Чернівці, 16–18 трав. 2007 р. : доп. та повідомл. / УІТ, ЧНУ ім. Ю. Федьковича ; відп. ред.: Л. Винар, Ю. Макар, відп. ред. О. Добржанський. — Чернівці, 2001. — Т. 1. — С. 115—120.
- Історичне краєзнавство у Волинському воєводстві (1924—1939 рр.) / В. С. Прокопчук / Краєзнавство. — 2003. — № 1–4. — С.33–41.
- Павло Богацький — повернення в Україну / Віктор Прокопчук // Архіви / упоряд. Левко Богацький. — Сідней, Австралія, 2003. — С. 8–19.
- Періодизація історичного краєзнавства Правобережної України / В. С. Прокопчук // Київська старовина. — 2003. — № 3. — С. 159—164.
- Творець Кабінету виучування Поділля / В. С. Прокопчук // Наук. праці Кам'янець-Поділ. держ. пед. ун-ту. Іст. науки. — Кам'янець-Поділ., 2003. — Т. 11. — С. 262—269.
- Трагічна доля Дмитра Богацького / Віктор Прокопчук // Архіви / упоряд. Левко Богацький. — Сідней, Австралія, 2003. — С. 191—197.
- У вічній скорботі / В. С. Прокопчук // Книга Скорботи України. Хмельницька область: іст.-мемор. вид. — Хмельницький, 2003. — Т. 1. — С. 304—316.
- З історії адміністративно-територіального устрою Поділля / В. С. Прокопчук // Хмельниччина: Дивокрай. — 2004. — № 1–2. — С. 13–17.
- Острожанин М. В. Кривинюк — жертва харківського процесу у справі «Спілки визволення України» / В. С. Прокопчук // Острозький краєзнавчий збірник. — Острог, 2004. — Вип. 1. — С. 24–26.
- Деякі аспекти пам'яткоохоронства 30-х рр. ХХ ст. / В. С. Прокопчук // Вінниччина: минуле та сьогодення: краєзн. дослідж. : зб. матер. ХХ Вінницької наук.-краєзн. конф., 27–28 жовт. 2005 р. — Вінниця, 2005. — С. 188—193.
- Кабінет виучування Шевченківщини у контексті розвитку краєзнавчого руху в Україні 1920-х рр. / В. С. Прокопчук // Вісник Черкаського ун-ту. Серія: іст. науки. — Черкаси, 2005. — Вип. 80. — С. 31–36.
- Краєзнавчі музеї 30-х років ХХ ст. в умовах наростаючого ідеологічного тиску / В. С. Прокопчук // Наук. праці Кам'янець-Поділ. держ. ун-ту: іст. науки. — Кам'янець-Подільський, 2005. — Т. 15. — С. 196—201.
- Перша всеукраїнська краєзнавча конференція та її рішення (до 80-річчя Українського комітету краєзнавства) / В. С. Прокопчук // Вісн. Харків. нац. ун-ту ім. В. Н. Каразіна. Серія: Історія, № 701. — Х., 2005. — Вип. 37. — С. 203—275.
- Український комітет краєзнавства на етапі становлення (1925—1929 рр.) / В. С. Прокопчук // Краєзнавство. — 2005. — № 1–4. — С. 51–57.
- Центр огієнкознавства Кам'янець-Подільського державного університету / В. С. Прокопчук // Хмельниччина: Дивокрай. — 2005. — № 1–2. — С. 83–86.
- Лідер наукової школи (До 60-річчя професора Баженова Л. В.) / В. С. Прокопчук // Університет: іст.-філос. журн. — 2006. — № 1(9). — С. 58–65.
- Академік М. Н. Тихомиров и дискуссия о времени основания Каменца-Подольского / А. М. Завальнюк, В. С. Прокопчук // Археографический ежегодник за 2005 год. — Москва, 2007. — С. 387—393.
- Історична бібліографія: шлях до вузівської аудиторії / В. С. Прокопчук // Освіта, наука і культура на Поділлі: зб. наук. праць. — Кам'янець-Подільський, 2007. — Т. 9. — С. 472—483.
- Полковник армії УНР П. Ф. Болбачан: подільська остання сторінка життя / В. С. Прокопчук // Матеріали ХІІ Подільської іст.-краєзн. конф. (22–23 листоп. 2007 р.). — Кам'янець-Подільський, 2007. — Т. 1. — С. 405—417.
- 1937 рік в історії новоствореної Кам'янець-Подільської області / В. С. Прокопчук // Матеріали ХІІ Подільської іст.-краєзн. конф. (22–23 листоп. 2007 р., К-ПДУ. — Кам'янець-Подільський, 2007. — Т. 2. — С. 100—106.
- Годованець Микита Павлович / В. С. Прокопчук // Кам'янець-Подільський національний університет імені Івана Огієнка в особах. — Кам'янець-Подільський, 2008. — Т. 3. — С. 617—631.
- Іван Володимирович Гарнага — дослідник історії Поділля / В. С. Прокопчук // Вісн. Кам'янець-Поділ. нац. ун-ту ім. І. Огієнка: іст. науки. — Кам'янець-Подільський: Кам'янець-Поділ. нац. ун-т ім. І. Огієнка. — 2008. — Вип. 1. — С. 251—257.
- Краєзнавча діяльність Волинського обласного громадського культурного товариства «Холмщина» / В. С. Прокопчук // ІІІ Міжнародний конгрес українських істориків «Українська наука на шляху творчого поступу». — Луцьк, 2008. — Т. 3. — С. 171—176.
- Посол Барської конфедерації // Бар. Барська земля — крізь призму століть: матер. І міжнар. наук.-практ. конф. — Бар, 2008. — С. 49–52.
- Проблемні аспекти життєпису Смотрицьких / В. С. Прокопчук // Дунаєвеччина очима дослідників, учасників і свідків історичних подій: зб. наук.-краєзн. праць. — Дунаївці ; Кам'янець-Подільський, 2008. — Вип. 4. — С. 558—565.
- Шкільна пам'яткоохоронна діяльність / В. С. Прокопчук // Наукові засади збалансованого розвитку регіону: матер. всеукр. наук.-краєзн. конф., 1–4 жовт. 2008 р. / редкол.: М. Ю. Костриця (голова) [та ін.]. — Житомир, 2008. — С. 399—413.
- Бібліографічний опис літератури: зміни відповідно до нового держстандарту / В. С. Прокопчук // Гуманізація освіти та традиції просвітництва в бібліотеках вищих навчальних закладів Хмельниччини. — Хмельницький, 2009. — С. 43–47.
- Бібліотеки Хмельниччини: від заснування — до наших днів / В. С. Прокопчук // Освіта, наука і культура на Поділлі: зб. наук. праць. — Кам'янець-Подільський, 2009. — Т. 14. — С. 3–39.
- «Доля пронесла нас крізь злигодні життя…» (За матеріалами епістолярної спадщини М. П. Годованця) / В. С. Прокопчук // Вітчизна. — 2009. — № 3–4. — С. 148—154.
- Кам'янець-Подільський період у бібліографічній діяльності М. І. Ясинського // Четверті бібліогр. студії, присвяч. 120-річчю Михайла Ясинського. — Харків: Харків. держ. б-ка ім. В. Г. Короленка, 2009. — С. 14–25.
- Фундатор Подільського краєзнавства: [М. І. Яворовський] / В. С. Прокопчук // Наук. праці Кам'янець-Поділ. нац. ун-ту ім. І. Огієнка: іст. науки. — Кам'янець-Подільський, 2009. — Т. 19. — С. 399—415.
- Бібліотекознавчий доробок Левка Биковського Кам'янецького періоду (вересень 1919 — травень 1920 рр.) / Віктор Степанович Прокопчук // Матеріали другої наук.-практ. конф. «Сучасні проблеми діяльності бібліотеки в умовах інформаційного суспільства», м. Львів, 23 верес. 2010 р. — Львів: Вид-во Львів. «Політехніка», 2010. — С. 26–33.
- Їх єднала турбота про українську літературу (з листів М. П. Годованця до М. А. Скорського) / В. С. Прокопчук, Л. В. Баженов // Іван Огієнко і сучасна наука та освіта: наук. зб.– Кам'янець-Подільський, 2010. — Вип. 7. — С. 204—225.
- Краеведение Украины на современном этапе (1991—2007 годы) / В. С. Прокопчук // Труды Первого Всероссийского съезда историков-регионоведов (Санкт-Петербург, 11–13 окт. 2007 г.): в 3 т. — Санкт-Петербург: Президентская б-ка им. Б. Н. Ельцина, 2010. — Т. 3. — С. 376—383.
- Никандр Васильович Молчановський — історик, краєзнавець / Віктор Степанович Прокопчук // Українська біографістика: зб. наук. праць / Нац. б-ка України ім. В. І. Вернадського ; редкол.: Т. І. Ківшар (голова) [та ін.]. — Київ, 2010. — С. 168—179.
- Український комітет краєзнавства: історія становлення й наслідки діяльності / Петро Тронько, Віктор Прокопчук // Краєзнавство. — 2010. — № 1–2. — С. 76–96.
- Біля витоків національної університетської освіти в Україні / Віктор Прокопчук // Краєзнавство. — 2011. — № 4. — С. 297—299.
- Деякі аспекти теорії і методології шкільного краєзнавства / Віктор Прокопчук // Краєзнавство. — 2011. — № 3. — С. 29–35.
- М. Л. Боровський — голова управи Інституту дослідів Волині у Вінніпезі (1956—1968 рр.) / Віктор Прокопчук // Літопис Волині: всеукр. наук. часопис. — Луцьк: Волинський нац. ун-т ім. Лесі Українки, 2011. — Чис. 9. — С. 95–99.
- Мала академія наук України: стан і проблеми функціонування // Шості педагогічні читання пам'яті М. М. Дарманського. — Хмельницький, 2011. — С. 115—117.
- Просвітянський рух на Кам'янеччині в роки нацистської окупації / В. С. Прокопчук // Подільська «Просвіта»: історія і сьогодення: зб. наук. пр. за підс. регіон. наук.-краєзн. конф., м. Кам'янець-Подільський, 2–3 черв. 2011 р. — Кам'янець-Подільський, 2011. — С. 33–40.
- Українсько-польський аспект у діяльності наукової бібліотеки Кам'янець-Подільського національного університету імені Івана Огієнка = Ukraińsko-polski aspect dzialalności Biblioteki Naukowej Uniwersytetu im. Iwana Ohijenki w Kamieńcu Podolskim / В. С. Прокопчук // Otwarte zasobj wiedzj nowe zadania uczelni i bibliotek w rozwoju komunikacji naukowej: mater. konf., Krakow-Zakopane, 15–17 czerwca 2011 / Biblioteka Politechniki Krakowskiej ; nod red. Marka M. Córskieqo i Marzeny Marcinek. — Krakow, 2011. — S. 271—290.
- Академік НАН України Петро Тимофійович Тронько: погляд зблизька (з щоденникових записів) / В. С. Прокопчук // Освіта, наука і культура на Поділлі: зб. наук. пр. — Кам'янець-Подільський, 2012. — Т. 19. — С. 153—179.
- Бібліотечна і бібліографічна діяльність І. І. Огієнка в Україні та еміграції / В. С. Прокопчук // Українська біографістика: зб. наук. пр. — Київ: НБУВ, 2012. — Вип. 9. — С. 312—327.
- Бібліотечне краєзнавство: сутність та перспективи (на прикладі наукової бібліотеки Кам'янець-Подільського національного університету імені Івана Огієнка) / Віктор Прокопчук // Краєзнавство. — 2012. — № 4. — С. 15–21.
- Історик Кость Туркало: від «справи СВУ» до еміграції / Віктор Прокопчук // З архівів ВЧК — ГПУ — НКВД — КГБ / НАН України, Ін-т іст. України ; СБУ ; Головне архів. упр. при КМУ. — Х. : Права людини, 2012. — № 1(38). — С. 207—225.
- Осип Назарук. Українські Помпеї на Поділлі / В. С. Прокопчук, Н. В. Крик, І. О. Старенький // Освіта, наука і культура на Поділлі: зб. наук. пр. — Кам'янець-Подільський, 2012. — Т. 19. — С. 511—526.
- Прокопчук В. С. Библиографическая деятельность С. А. Сирополко, Л. У. Быковского, М. И. Ясинского в фундаментальной библиотеке Каменец-Подольского государственного украинского университета (1919—1922 гг.) / В. С. Прокопчук // Труды Междунар. библиогр. конгресса (Санкт-Петербург, 21–23 сент. 2010 г.) — СПб., 2012. — Ч. 3. — С. 444—448.
- Святкування 900 річчя хрещення Русі на території Подільської єпархії / В. С. Прокопчук, І. О. Старенький // Із Києва по всій Русі: зб. матер. наук. богосл. іст. конф., присвяч. 1025–літтю Хрещення Київської Руси–України. — К. : Київ. правосл. богосл. акад., 2013. — С. 119—126.
- Поділля в житті і творчості Тараса Шевченка/ В. С. Прокопчук, П. П. Брицький// Вісник Черкаського національного університету ім. Б. Хмельницького. ─ Черкаси: ЧНУ ім. Б. Хмельницького,2014. ─ С. 42 — 47. ─ (Серія: Іст. науки; вип.29);
- Внесок Кам‘янець ─ Подільського державного українського ун — ту в охорону документальної архівної спадщини(1919—1920)/ В. С. Прокопчук// Іван Огієнко і сучасна наука і освіта: наук. зб.─Кам‘янець ─ Поділ.: К-ПНУ ім. І. Огієнка, 2015.─ С.123 — 130.─ (Серія іст. і філолог.; вип.11).
- Микола Федотович Біляшівський: біля витоків національного музейного будівництва/ В. С. Прокопчук// Музейна справа на Поділлі: історія і сучасність: зб. наук. пр. за підсумками всеукр. наук. ─ практ. конф., м. Кам‘янець ─ Подільський, 15 трав. 2015 р. ─ Кам‘янець ─ Поділ.: ПП «Медобори — 2006», 2015. ─ С. 177—182.
- Його надихала любов до рідної України (до 100-річчя академіка П. Т. Тронька)/В. С. Прокопчук, О. М. Завальнюк//Освіта, наука і культура на Поділлі: зб. наук. пр. — Кам'янець –Подільський: Оіюм, 2016. — Т.22. — С.7-31.

## Праці про В.С.Прокопчука
- Магера М. Не лише педагог: [про краєзнавця В. С. Прокопчука] / М. Магера // Подільські вісті. — 1992. — 8 груд. (№ 169).
- Прокопчук В. С. — подільський краєзнавець: бібліогр.-біогр. довідка до 50-річчя від дня народж. // Хмельниц. обл. управління культури ; Обл. відділення Укр. фонду культури; Обл. універсальна наук. б-ка ім. М. Островського. — Хмельницький, 1994. — 16 с.
- Карась П. Віктор Прокопчук особливих атестацій не вимагає / П. Карась // Подільські вісті. — 1998. — 20 берез. (№ 35–36).
- Коляновський А. Учительська династія: знайомство зблизька / А. Коляновський // Майбуття. — 1998. — Берез. (№ 5–6). — С. 16.
- Тронько П. Т. Все ж є правда на світі: [про В. С. Прокопчука — кандидата в народні депутати] // Дунаєвецький вісник. — 1998. — 26 берез. (№ 22).
- Всеукраїнська спілка краєзнавців від А до Я: довідник / упоряд.: О. Г. Бажан, А. А. Скрипник. — К., 2001. — 91 с. — [Про В. С. Прокопчука: с. 81].
- Баженов Л. В. Віктор Степанович Прокопчук / Л. В. Баженов // Кам'янець-Подільський державний університет в особах. — Кам'янець-Подільський: Оіюм, 2003. — Т. 1. — С. 731—744.
- Савчук В. О. Прокопчук Віктор Степанович / В. О. Савчук, О. В Сушко // Краєзнавці України (сучасні дослідники рідного краю): довідник. — К. ; Кам'янець-Подільський: Рідний край, 2003. — Т. 1. — С. 180.
- Березняк Є. Організатор — порадник / Є. Березняк // Дунаєвецький вісник. — 2004. — 15 лип. (№ 55–56). — С. 3.
- Заторжинська В. За покликом серця: нарис життя й наук.-краєзн. діяльності В. С. Прокопчука / В. Заторжинська, А. Філінюк. — Кам'янець-Подільський: Абетка-Нова, 2004. — 292 с. : іл.
- Гончар О. Т. Листи / упоряд.: В. Д. Гончар, Я. Г. Оксюта ; передм. В. О. Яворівського. — Київ: Укр. письменник, 2008. — 431 с. — [Лист О. Т. Гончара до Прокопчуків від 12 лют. 1994 р. на стор. 384].
- Віктор Прокопчук — науковець, педагог / О. М. Завальнюк, Л. В. Баженов; Кам'янець — Поділ. нац. унг-т ім. І. Огієнка. — Кам'янець — Подільський: Аксіома, 2009. — 84 с. — (Видат. випускники Кам'янець — Поділ. нац. ун-ту ім. І. Огієнка).
- Невгасимі іскри [Про В. С. Прокопчука] // Кам'янчани — заслужені працівники України: розповіді про кам'янчан, які працею, трудовими досягненнями уславили місто над Смотричем, Подільський край / автор. Колектив: В. Т. Грубляк, А. Ф. Суровий [та ін.]. — Кам'янець — Подільський: Абетка, 2011. — С. 140—144.
- Конет І. М. Доктори наук, професори Кам'янець-Подільського національного університету імені Івана Огієнка: довід. — бібліогр. вид. / Кам'янець-Поділ. нац. ун-т ім. І.Огієнка; уклад.: І. М. Конет, В. С. Прокопчук. — Кам'янець-Подільський: Аксіома, 2013. — С. 340—353.